# (33366) 1999 BF7
1999 BF7 (asteroide 33366) é um asteroide da cintura principal. Possui uma excentricidade de 0.06805480 e uma inclinação de 6.53926º.
Este asteroide foi descoberto no dia 21 de janeiro de 1999 por Takao Kobayashi em Oizumi.